# Генетика
Генетика (грч. γεννώ — гено, значи дати род, родити) као дисциплина биологије је наука која проучава наслеђивање и варијације биолошких особина код живих организама. За прву употребу термина сматра се она у писму које је енглески научник Вилијам Бејтсон послао Адаму Седвику 18. априла 1905, у којем је описао науку која за циљ има проучавање процеса наслеђивања и варијације између организама.
Чињеница да живи организми наслеђују особине својих родитеља у процесу наслеђивања коришћена је још од праисторијског доба за унапређење усева и животиња кроз селективно одгајање. У модерним експериментима, генетичари свакодневно проналазе нове начине за изучавање функције гена, као што је анализа генетичких интеракција. У самом организму, генетичке информације су у виду гена смештене на молекулу ДНК који се хијерархијски пакује формирајући хроматин и хромозоме.
Гени су шифре које носе информације неопходне за синтезу секвенци амино киселина које се испољавају у протеинима, који на крају играју важну улогу у грађи фенотипа организма. У диплоидним организмима, доминанта алела на хромозому ће бацити у сенку, и самим тим спречити испољавање ресесивне алеле на истом хромозому. Данас, у области молекуларне биологије и генетике често чујемо изразе као што су кодирање и кодирати, и на лаичком језику то једноставно значи да ген носи информације које су као упутства према којима организам може да сагради протеин. Тако можемо да кажемо да гени носе кодове за протеине. Некада се сматрало да један ген кодира један протеин. Међутим, данас знамо да један ген може да буде одговоран за више продуката, у зависности како је транскрипција регулисана. Гени такође кодирају секвенцу нуклеотида у иРНК, тРНК и рРНК који су неопходни за синтезу протеина.
Генетика може да предвиди, мада не у сваком случају, физички изглед организма као и могуће понашање организма. Међутим фактори у ближој околини и непредвидљиви фактори над којима немамо моћ, такође имају велику улогу у генетици. На пример, једнојајчани (идентични) близанци су клон који настаје раним дељењем ембриона, и тако имају исти ДНК молекул, али различито се понашају и имају различите отиске прстију.

## Историја генетике
У свом научном раду Експерименти у хибридизацији биљака ("Versuche uber Pflanzenhybriden") објављеном 1866. Грегор Мендел је открио порекло појединих особина у новонасталим биљкама грашка и показао како се ове новонастале особине могу унапред математички израчунати. Иако процес наслеђивања не прати у сваком случају начине наследства које је предочио Мендел, његов рад је имао значајну улогу у развоју употребе статистике у генетици. Од тог времена, објављивања Менделовог рада, откривен је већи број веома комплексних процеса наслеђивања.
Значај Менделовог рада није адекватно схваћен све до раних двадесетих година двадесетог века, након његове смрти, када је његово експериментисање над биљкама потврђено новим и модерним истраживањима научника који су радили на сличним организмима.
Мендел у оно време није био ни свестан физичке природе гена. Међутим, ми данас знамо да се генетичка информација налази на ДНК-а молекулу (ретровируси, као што су инфлуенца, онковируси и ХИВ, као и многи биљни вируси своје генетичке информације носе на РНК молекулима). Манипулације ДНК-а (и/или РНК-а молекула) молекула могу да промене информације које ће се пренети са родитеља на потомак као и физичке особине многих организама.

### Важни датуми у историји генетике
1859. Чарлс Дарвин објављује Порекло врста
1865. Грегор Мендел објављује Експерименти у хибридизацији биљака
1903. хромозоми су откривени као наследне јединице
1905. Британски биолог Вилијам Бејтсон први пут употребљује израз генетика
1910. Томас Хант Морган потврђује локацију гена на хромозомима
1913. Алфред Стуртевант прави прву генетичку мапу хромозома
1918. Роналд Фишер објављује рад под називом Корелација између припадника исте фамилије на основу Менделовског наслеђивања
1913 Генетичке мапе показују хромозоме који имају линеарно распоређене гене
1927. Физичке промене у генима се зову мутације
1928. Фредерик Грифит открива наследни молекул који се преноси са бактерије на бактерију
1931. Кросинг овер је последица рекомбинације
1941. Едвард Татум и Џорџ Велс Бидл потврђују да гени носе кодове за протеине
1944. Освалд Теодор Ејвери, Колин Меклеод и Мејклин Мекарти први изолују молекул ДНК као генетички материјал
1950. Ервин Чаргаф показује да четири нуклеотида нису присутни у нуклеинским киселинама у стабилним пропорцијама, али неки општи закони их стабилизују (на пример, да је број нуклеотида аденина скоро увек једнак броју тимина
1952. Хрши-Чејс експеримент потврђује да се генетичка информација бактериофага налазу на ДНК-а молекулу. Енглескиња Розалинд Френклин је помоћу х-зрака направила прву фотографију молекула ДНК под називом "фотографија 51" на основу које су Вотсон и Крик утврдили секундарну структуру ДНК
1953. ДНК структура је утврђена као двогуба спирала од стране Џејмса Вотсона и Френсиса Крика
1956. Џо Хин Тјио и Алберт Ливан су утврдили да људи поседују 46 хромозома
1958. Меселсон-Штал експеримент демонстрира да се ДНК семиконзервативно репликује (потомак има један ланац идентичан родитељу, док је други ланац створен током репликације и комплементаран је првом)
1961. Генетички код се састоји од триа, сваки код има по 3 јединице, и као код кодира за по једну амино киселину
1964. Хавард Темин демонстрира користећи РНК вирусе да Вотсонова централна догма није увек истинита (код ових вируса генетичке информације се налазе на РНК молекулу, а не на ДНК)
1970. Рестриктивни ензими су откривени у студијама над бактеријом Haemophilius influenzae који омогућавају научницима да секу и копорају одређене делове ДНК молекула.
1977. Фред Сангер, Валтер Гилберт и Алан Максим су по први пут пронашли секвенцу ДНК молекула. Лабораторија Сангера је успешно утврдила комплетан генотип бактериофага Φ-X174
1983. Кери Бенкс Мулис открива ланчану реакцију полимеразе-PCR која омогућава једноставну амплификацију ДНК молекула
1989. Утврђена секвенца првог људског гена од стране Франциса Колинса и Лап-Чи Цуија. Ген кодира ЦФТР CFTR протеин, који је разлог цистичне фиброзе
1995. Геном Haemophilus influenza је први целокупни геном слободног живог организма којем је утврђена секвенца
1996.  је први еукариотски геном који је секвенциран
1998. Први вишећелијски еукариотски геном је секвенциран
2001. Прва верзија секвенце људског генома је објављена
2003. (14. април) успешно окончан Пројекат људског генома са 99% укупног генома секвенцираног, и грешком од 0,01%.

## Области генетике

### Класична (општа) генетика
Класична генетика се састоји од техника и метода који су утврђени пре модерне молекуларне биологије. Након проналаска генетичког кода и техника као што су клонирање и рестриктивни ензими, авеније генетичког истраживања су се знатно прошириле. Неке од класичних генетичких идеја које су постављене пре двадесетог века су допуњене и мало измењене, док су велики број идеја и техника остале непромењене, као што су Менделови закони. Правила наслеђивања које је Мендел поставио данас су од велике користи у студијама генетичких болести, тј болести које се преносе са родитеља на потомке.

### Клиничка генетика
Лекари који имају сертификате клиничких генетичара лече и помажу пацијентима са генетичким болестима и синдромима. Клинички генетичари се баве раном дијагностиком и лечењем наследних болести, генетичким саветовањем, као и побољшањем општег квалитета живота особа које су оболеле од наследних болести.

### Молекуларна генетика
Молекуларна генетика се ослања на идеје класичне генетике, али са фокусом на структуру и функцију гена на молекуларном нивоу. Молекуларни генетичари користе методе и технике класичне генетике, као што је хибридизација, и технике молекуларне биологије, као што је полимеризована ланчана реакција - PCR. Битна подобласт молекуларне генетике је коришћење молекуларне информације како би се утврдила порекла организама, и самим тим научна класификација организама – молекуларна систематика. Наука која се бави наследним особинама, које нису директно и ексклузивно повезане са променама у ДНК секвенци се назива епигенетика.
Неки научници имају за став да живот може бити дефинисан на молекуларном нивоу, на основу стратегија којим се користе РНК полинуклеотиди. Овакав став је врло брзо довео до РНК хипотезе.

### Геномика и протеомика
Геномика је врло млада наука која за циљ има студију генетичких интеракција у геному једног организма (самим тим СВЕ промене у ДНК молекулу тог организма). Геномика као наука је доступна једино ако је цео геном датог организма доступан, као и доступност математичких алата, као што је област биоинформатике која може да анализира велики скуп информација. Како је протеински састав једне ћелије директно условљен геномом, појављује се и појам протеом, а наука која се њиме бави је протеомика.

### Блиске науке
Молекуларна биологија је наука која се родила унијом биохемије и генетике. Израз генетика се у великој мери данас користи када се мисли на генетички инжењеринг, у ком се ДНК датог организма мења како би се на крају добио практичнији продукат.

### Квантитативна, популациона и еколошка генетика
Популациона, квантитативна и еколошка генетика су уско повезане науке, које се такође ослањају на идеје класичне генетике. Оне се разликују по томе чиме се баве. На пример, популациона генетика се фокусира на дистрибуцију и учесталост промене у алелима које се налазе на генима, до којих долази услед природне селекције, генетичког дрифта, мутације, и миграције.